# Giải Oscar lần thứ 41
Giải Oscar lần thứ 41 diễn ra vào ngày 14 tháng 4 năm 1969 tại Dorothy Chandler Pavilion, Los Angeles. Đây là lễ trao giải đầu tiên dàn dựng tại Dorothy Chandler Pavilion và là lần đầu kể từ Giải Oscar lần thứ 11 không có chủ trì.
Oliver! trở thành phim đầu tiên—và đến nay vẫn là phim duy nhất— mang nhãn G-rated thắng Giải Oscar cho Phim hay nhất. Ngược lại, năm kế tiếp xuất hiện phim nhãn X-rated duy nhất giành giải Phim hay nhất, Midnight Cowboy. Oliver! cũng là phim Anh Quốc cuối cùng giành chiến thắng tại hạng mục này, trước Chariots of Fire vào năm 1982 và là phim nhạc kịch cuối cùng cho đến khi Chicago thắng giải năm 2003 (dù nhiều phim khác nằm trong đề cử như Hello, Dolly!, Fiddler on the Roof, Cabaret, All That Jazz, Beauty and the Beast, Moulin Rouge! và Les Misérables).
Với vai trò đạo diễn hiệu ứng đặc biệt và nhà thiết kế cho 2001: A Space Odyssey, Stanley Kubrick giành chiến thắng tại hạng mục giải Oscar cho hiệu ứng hình ảnh xuất sắc nhất. Tất cả phim đề cử trong mùa giải này, chỉ có 2001 là xuất hiện trong danh sách 100 phim hay nhất của Viện phim Mỹ và Oliver! là phim đề cử giải Oscar duy nhất trong năm này xuất hiện trong danh sách trên.
Mùa giải này nổi bật vì là lần đầu tiên—và hiện tại cũng là lần duy nhất—có kết quả hòa trong hạng mục Nữ diễn viên chính xuất sắc nhất (hoặc trong bất kỳ thể loại diễn xuất nữ nào). Katharine Hepburn trong The Lion in Winter và Barbra Streisand trong Funny Girl cùng nhau chia sẻ giải thưởng này. Hepburn trở thành diễn viên thứ ba thắng giải Oscar cho diễn xuất trong 2 năm liền, chỉ đứng sau Luise Rainer vào năm 1936 (The Great Ziegfeld) và 1937 (The Good Earth); và Spencer Tracy vào năm 1937 (Captains Courageous) và 1938 (Boys Town). Năm trước đó, Hepburn giành giải thưởng cho Guess Who's Coming to Dinner.
Diễn xuất của Cliff Robertson trong Charly nhận nhiều phản hồi trái chiều từ giới phê bình lẫn khán giả. Khi ông thắng giải Oscar cho nam diễn viên chính xuất sắc nhất, nhiều tranh cãi bắt đầu dấy lên: chưa đầy hai tuần sau lễ trao giải TIME đề cập đến nỗi lo ngại về "lượng phiếu chào mời quá mức và thông tục" và phát biểu "nhiều thành viên nhất trí rằng giải thưởng của Robertson chủ yếu dựa trên quảng bá hơn là diễn xuất."
Tại lễ trao giải, Young Americans được xướng tên thắng giải Phim tài liệu hay nhất. Vào ngày 7 tháng 5 năm 1969, bộ phim bị loại vì được chiếu từ tháng 10 năm 1967 và không phù hợp cho mùa giải năm 1968. Journey Into Self sau đó được trao giải Oscar vào ngày 8 tháng 5 năm 1969.

## Đề cử và giải thưởng
Phim hoặc người thắng giải được in đậm.
| Phim hay nhất | Đạo diễn xuất sắc nhất |
| --- | --- |
| - Oliver! – John Woolf - Funny Girl – Ray Stark - The Lion In Winter – Joseph E. Levine, Jane C. Nusbaum và Martin Poll - Rachel, Rachel – Paul Newman - Romeo and Juliet – John Brabourne và Anthony Havelock-Allan | - Carol Reed – Oliver! - Anthony Harvey – The Lion In Winter - Stanley Kubrick – 2001: A Space Odyssey - Gillo Pontecorvo – The Battle of Algiers - Franco Zeffirelli – Romeo and Juliet |
| Nam diễn viên chính xuất sắc nhất | Nữ diễn viên chính xuất sắc nhất |
| - Cliff Robertson – Charly as Charlie Gordon - Alan Arkin – The Heart Is a Lonely Hunter vai John Singer - Alan Bates – The Fixer vai Yakov Bok - Ron Moody – Oliver! vai Fagin - Peter O'Toole – The Lion In Winter vai King Henry II of England | - Katharine Hepburn – The Lion In Winter vai Eleanor of Aquitaine - Barbra Streisand – Funny Girl vai Fanny Brice - Patricia Neal – The Subject Was Roses vai Nettie Cleary - Vanessa Redgrave – Isadora vai Isadora Duncan - Joanne Woodward – Rachel, Rachel vai Rachel Cameron                                                      |
| Nam diễn viên phụ xuất sắc nhất | Nữ diễn viên phụ xuất sắc nhất |
| - Jack Albertson – The Subject Was Roses vai John Cleary - Seymour Cassel – Faces vai Chet - Daniel Massey – Star! vai Noël Coward - Jack Wild – Oliver! vai Jack Dawkins ("The Artful Dodger") - Gene Wilder – The Producers vai Leo Bloom | - Ruth Gordon – Rosemary's Baby vai Minnie Castevet - Lynn Carlin – Faces vai Maria Frost - Sondra Locke – The Heart Is a Lonely Hunter vai Mick Kelly - Kay Medford – Funny Girl vai Rose Stern Borach - Estelle Parsons – Rachel, Rachel vai Calla Mackie                                                                            |
| Kịch bản gốc xuất sắc nhất | Kịch bản chuyển thể xuất sắc nhất |
| - Mel Brooks – The Producers - John Cassavetes – Faces - Stanley Kubrick và Arthur C. Clarke – 2001: A Space Odyssey - Franco Solinas và Gillo Pontecorvo – The Battle of Algiers - Ira Wallach và Peter Ustinov – Hot Millions | - James Goldman – The Lion in Winter - Vernon Harris – Oliver! - Roman Polanski – Rosemary's Baby - Neil Simon – The Odd Couple - Stewart Stern – Rachel, Rachel |
| Phim tài liệu hay nhất | Phim tài liệu ngắn hay nhất |
| - Journey into Self – Bill McGaw, Western Behavioral Sciences Institute - A Few Notes on Our Food Problem – U.S. Information Agency - The Legendary Champions – William Cayton - Other Voices – David H. Sawyer - Young Americans – Robert Cohn và Alex Grasshoff | - Why Man Creates – Saul Bass - The House That Ananda Built – Films Division, Government of India - The Revolving Door – Vision Associates Production for the American Foundation Institute of Corrections - A Space to Grow – Office of Economic Opportunity for Project Upward Bound - A Way Out of the Wilderness – Dan E. Weisburd |
| Phim ngắn hay nhất | Phim hoạt hình ngắn hay nhất |
| - Robert Kennedy Remembered – Guggenheim Productions - The Dove – Coe-Davis Ltd. - Duo – National Film Board of Canada - Prelude – Prelude Co. | - Winnie the Pooh and the Blustery Day – Walt Disney - The House That Jack Built – National Film Board of Canada - The Magic Pear Tree – Murakami-Wolf Films - Windy Day – Hubley Studios |
| Nhạc phim hay nhất | Phối nhạc phim hay nhất |
| - John Barry – The Lion in Winter - Jerry Goldsmith – Planet of the Apes - Michel Legrand – The Thomas Crown Affair - Alex North – The Shoes of the Fisherman - Lalo Schifrin – The Fox | - John Green – Oliver! - Lennie Hayton – Star! - Ray Heindorf – Finian's Rainbow - Michel Legrand (Âm nhạc); Jacques Demy (Lời) – The Young Girls of Rochefort - Walter Scharf – Funny Girl |
| Ca khúc trong phim hay nhất | Hòa âm hay nhất |
| - "The Windmills of Your Mind", từ The Thomas Crown Affair, Michel Legrand, nhạc; Alan Bergman và Marilyn Bergman, lời - "Chitty Chitty Bang Bang", từ "Chitty Chitty Bang Bang", Chitty Chitty Bang Bang, Richard M. Sherman và Robert B. Sherman, nhạc và lời - "For Love of Ivy", từ For Love of Ivy, Quincy Jones, nhạc; Bob Russell, lời - "Funny Girl", từ Funny Girl, Jule Styne, nhạc; Bob Merrill, lời - "Star!", từ Star!, Jimmy Van Heusen, nhạc; Sammy Cahn, lời                        | - Shepperton Studio Sound Dept. – Oliver! - Columbia Studio Sound Dept. – Funny Girl - Twentieth Century-Fox Studio Sound Dept. – Star! - Warner Bros.-Seven Arts Studio Sound Dept. – Bullitt - Warner Bros.-Seven Arts Studio Sound Dept. – Finian's Rainbow                                                                         |
| Phim ngoại ngữ hay nhất | Thiết kế phục trang đẹp nhất |
| - War and Peace – U.S.S.R. - The Boys of Paul Street – Đức - The Firemen's Ball – Tiệp Khắc - The Girl with the Pistol – Ý - Stolen Kisses – Pháp | - Danilo Donati – Romeo and Juliet - Donald Brooks – Star! - Phyllis Dalton – Oliver! - Margaret Furse – The Lion in Winter - Morton Haack – Planet of the Apes |
| Thiết kế sản xuất xuất sắc nhất | Quay phim xuất sắc nhất |
| - John Box và Terence Marsh (Chỉ đạo nghệ thuật); Vernon Dixon và Ken Muggleston (Dàn dựng) – Oliver! - Mikhail Bogdanov và Gennady Myasnikov (Chỉ đạo nghệ thuật); G. Koshelev và V. Uvarov (Dàn dựng) – War and Peace - George W. Davis và Edward Carfagno (Chỉ đạo nghệ thuật) – The Shoes of the Fisherman - Boris Leven (Chỉ đạo nghệ thuật); Walter M. Scott và Howard Bristol (Dàn dựng) – Star! - Anthony Masters, Harry Lange và Ernie Archer (Chỉ đạo nghệ thuật) – 2001: A Space Odyssey | - Pasqualino De Santis – Romeo and Juliet - Daniel L. Fapp – Ice Station Zebra - Ernest Laszlo – Star! - Oswald Morris – Oliver! - Harry Stradling – Funny Girl |
| Dựng phim xuất sắc nhất | Hiệu ứng hình ảnh xuất sắc nhất |
| - Frank P. Keller – Bullitt - Frank Bracht – The Odd Couple - Fred Feitshans and Eve Newman – Wild in the Streets - Ralph Kemplen – Oliver! - Robert Swink, Maury Winetrobe và William Sands – Funny Girl | - Stanley Kubrick – 2001: A Space Odyssey - Hal Millar và J. McMillan Johnson – Ice Station Zebra |

### Phim có nhiều đề cử và giải thưởng
| Phim có nhiều đề cử: - 11 đề cử: Oliver! - 8 đề cử: Funny Girl - 7 đề cử: The Lion in Winter and Star! - 4 đề cử: 2001: A Space Odyssey, Rachel, Rachel and Romeo and Juliet - 3 đề cử: Faces - 2 đề cử: The Battle of Algiers, Bullitt, Finian's Rainbow, The Heart Is a Lonely Hunter, Ice Station Zebra, The Odd Couple, Planet of the Apes, The Producers, Rosemary's Baby, The Shoes of the Fisherman, The Subject Was Roses, The Thomas Crown Affair and War and Peace | Phim có nhiều giải thưởng - 5 giải: Oliver! - 3 giải: The Lion in Winter - 2 giải: Romeo and Juliet |

### Jean Hersholt Humanitarian Award
Martha Raye 

### Giải Oscar Danh dự
- Walter Matthau trao cho John Chambers giải thưởng thành tựu hóa trang trong Planet of the Apes
- Diahann Carroll trao cho Onna White giải thưởng thành tựu biên đạo trong Oliver!.

### Trình diễn
- José Feliciano ("The Windmills of Your Mind" từ The Thomas Crown Affair)
- Aretha Franklin ("Funny Girl" từ Funny Girl)
- Abbey Lincoln ("For the Love of Ivy" từ For Love of Ivy)
- Sidney Poitier, Ingrid Bergman, Paula Kelly, Burt Lancaster và UCLA Band ("Chitty Chitty Bang Bang" từ Chitty Chitty Bang Bang)
- Frank Sinatra ("Star!" từ Star!)